# بالاماد جاتيلوسيو
بالاماد جاتيلوسيو (بالإيطالية:
Palamede Gattilusio) (حوالي 1389  -1455). هو الابن الأصغر لفرانشيسكو جاتيلوسيو الثاني حاكم لسبوس . حكم آينوس منذ عام 1409م حتى وفاته ، خلفًا لعمه الأكبر نيكولو جاتيلوسيو.
شهدت السنوات الأولى من حكمه على آينوس ، ازدهارا يظهر في العمران والكنائس التي بقيت حتى القرن العشرين .

## عائلة
تزوج من امرأة تدعى فالنتينا وأنجب منها ستة أطفال:
- توفي جورجيو غاتيليو (1449) ، تزوج من هيلينا نوتارا ، ابنة لوكاس نوتاراس .[5]
- دورينو الثاني جاتيلوسيو [6]
- كاترينا جاتيليو ، متزوجة من مارينو دوريا [7]
- توفي جينيفرا غاتيليو (توفي بعد فترة وجيزة 3 مايو 1489) ، وتزوج لودوفيكو دي كامبوفريغوسو ، دوجي جنوة (توفي 1498)
- كونستانزا جاتيلوسيو ، متزوج من جيان غالياسو دي كامبوفريغوسو ، شقيق لودوفيكو
- ابنة كانت متزوجة من ابن عمها فرانشيسكو الثالث من ثاسوس ، دون مشكلة